# Chassigny-sous-Dun
Chassigny-sous-Dun é uma comuna francesa na região administrativa de Borgonha-Franco-Condado, no departamento Saône-et-Loire. Estende-se por uma área de 13,19 km². Em 2010 a comuna tinha 582 habitantes (densidade: 44,1 hab./km²).